# Pastoral (religión)
Pastoral se refiere al cuidado y asesoramiento espiritual proporcionado por pastores, capellanes y otros líderes religiosos a miembros de sus iglesias o congregaciones o a miembros de otras confesiones aunque, igualmente, se puede relacionar con la labor religiosa de los ministros. En la Iglesia católica, se entiende como un servicio enmarcado en el triple ministerio: litúrgico, profético y de servicio.
En el mismo sector de la religión y la Iglesia, tenemos que establecer que existen diversos términos que también emplean el adjetivo pastoral:
- Anillo pastoral, es el que lleva en uno de sus dedos como insignia una autoridad eclesiástica, ya sea el Papa o un obispo, y que los prelados le besan en señal de su dignidad y de respeto.

- Carta pastoral. Este es el término que se utiliza para definir al escrito o discurso que realiza un prelado con el claro objetivo de dirigirse a sus diocesanos.

- Visita pastoral. Dentro del ámbito religioso, también se emplea este término con la marcada intención de referirse a la visita que un obispo lleva a cabo por las distintas iglesias de su diócesis. Lo hace con la intención de ver cómo están y de las labores que allí se están llevando a cabo.

- Báculo pastoral. Este otro vocablo se usa para referirse al báculo que tienen ciertas autoridades eclesiásticas y que se convierte en símbolo de la dignidad y posición que ostentan.

- Teología pastoral. De la misma manera, no hay que pasar por alto tampoco este otro término que viene a definir a aquellas creencias o teorías que se desarrollan en el ámbito de la Iglesia y que versan sobre lo que es la salvación de las almas.[1]